# Åminne herrgård, Kärda

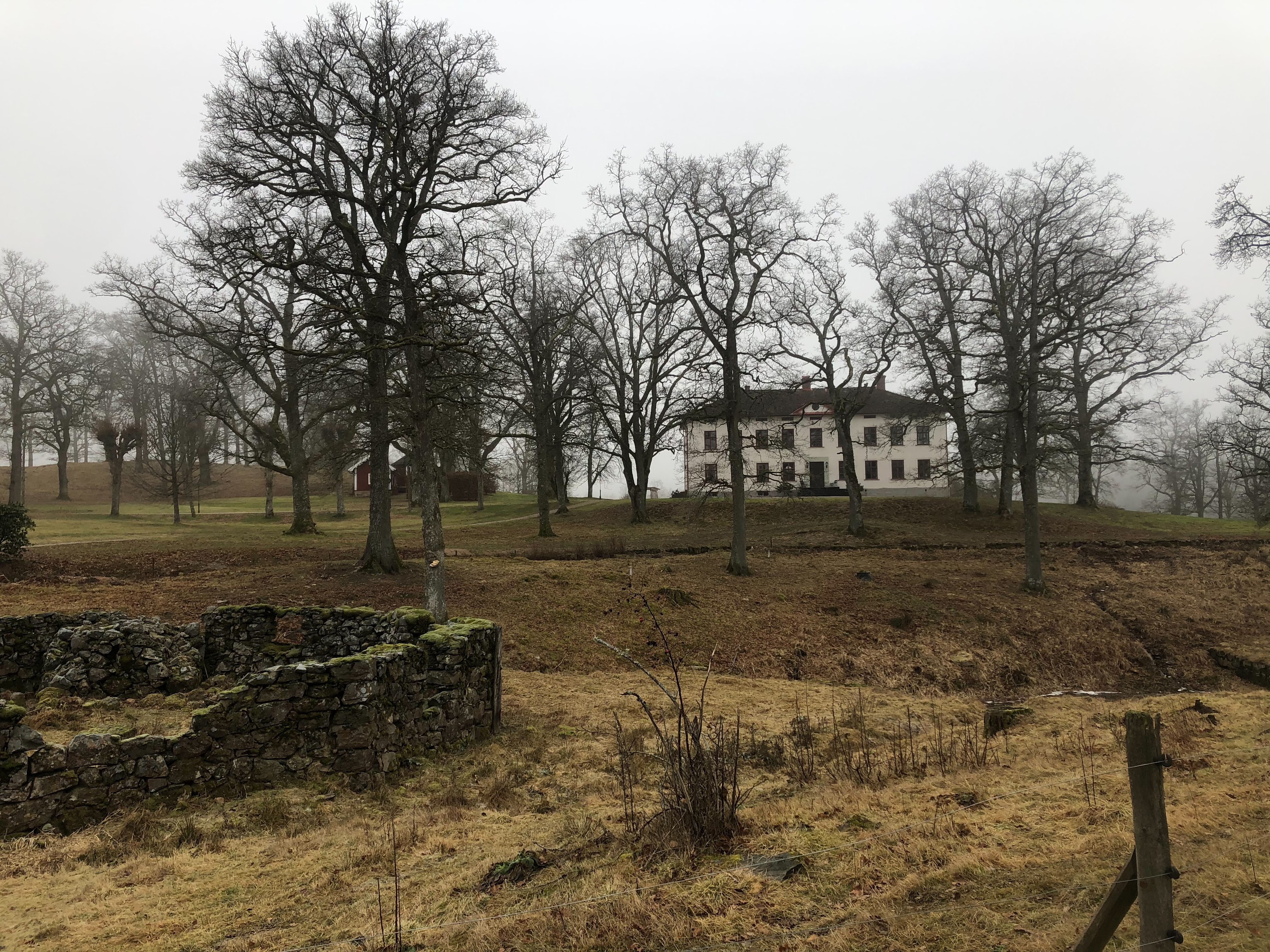
Åminne herrgård i januari 2022.

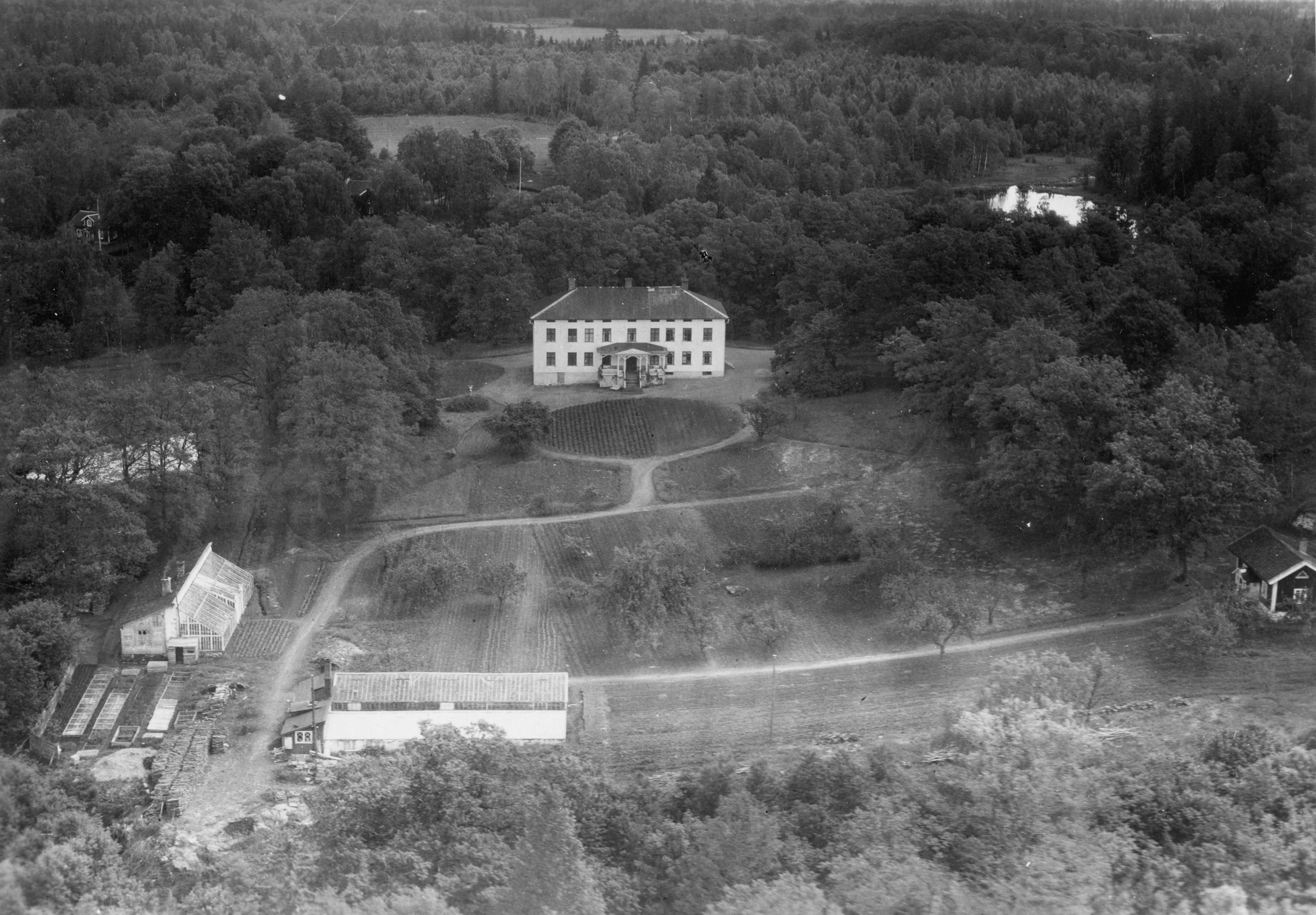
Flygfoto över Åminne herrgård.

Åminne säteri, även Gamla Åminne, är en herrgård i Kärda socken i Värnamo kommun, Småland (Jönköpings län). Herrgården ligger vid Källundasjön, kring vilken även egendomarna Schedingsnäs säteri, Källunda gård och Hökhults gård är belägna. Nuvarande ägaren är friherre Jacob Lilliecreutz.

## Historik
Carl Gustaf Danckwardt anlade 1826 ett järnbruk vid Åminne; detta flyttade år 1900 ett par kilometer öster till en nyanlagd station utmed Skåne-Smålands Järnväg. Därmed började herrgården även benämnas Gamla Åminne. Åminne är ett gammalt ord för platser som ligger i närheten av en flod- eller åmynning. Till år 1824 benämndes gården Bestorp.
Från 1500-talet har den tillhört bland andra släkterna Stiernkors, Reuter, Stake och Reuterhielm. Den köptes år 1772 av Ebba Ruuth på Källunda och var till 1810 fideikommiss inom denna släkt. Efter Danckwardts död har gården tillhört släkten Lilliecreutz.
Ett knappt trettiotal torp och backstugor har som mest funnits under Gamla Åminne.

## Byggnaderna
Herrgårdsbyggnaden, en vitputsad byggnad, uppfördes under 1800-talets mitt. När herrgården uppfördes hörde även en ekpark till gården, och runt parken låg herrgårdens övriga byggnader. I en ravin som löper ner mot sjön från herrgården finns ruiner och murar från järnbruket. Bland annat har det funnits gjuteri, knipp- och klensmedja, snickarverkstad, stångjärnshammare, mekanisk verkstad, såg, kvarn och målarverkstad. Man framställde bland annat spottlådor, våffeljärn, strykjärn, stekpannor, grytor och mortlar. Under slutet av 1800-talet började man istället i huvudsak leverera till verkstäder på andra orter.

## Riksmiljöintresse
Herrgårdslandskapet kring Källundasjön utgör ett riksintresse för kulturmiljövård. Gårdarna är uppförda i olika epoker och stilar, men har anor från 1300-talet. Riksintresset kommer såväl ur de medeltida anorna som lämningarna efter Åminne bruk från 1800-talet.